# Höhenstufen in Äthiopien
Die Höhenstufen in Äthiopien sind meist vier hauptsächliche agroklimatische Höhenstufen, mit denen die physische Geographie in Äthiopien vertikal gegliedert wird. Den größten Teil des Landes bildet das zentrale Hochland von Abessinien, dessen Hochflächen eine mittlere Höhe über 2500 Meter erreichen und das nach Osten steil zur Wüstenzone des Danakil-Tieflandes am Roten Meer und nach Westen zur tief gelegenen Savanne des Sudan und Südsudan abfällt. Äthiopien liegt innerhalb der tropischen Klimazone. Mit über 4000 Höhenmetern zwischen der zu Eritrea gehörenden Küste am Roten Meer und den Gipfeln des Hochlandes sind Temperatur, Niederschläge und Vegetation im Wesentlichen von der Höhenlage geprägt.

## Klimazone
Äthiopien liegt zwischen 4° N und 18° N und damit auf derselben geographischen Breite, in der weiter westlich vom Nil bis zum Atlantik in der Sudanregion ungefähr auf denselben Breitengraden der Übergang von der Sahara (südlicher Wüstenrand bei 18° N) zur Savanne und zum tropischen Regenwald (Nordgrenze bei etwa 6° N) erfolgt. Dieser nahezu breitenparallele Verlauf der Klimazonen setzt sich am Hochland östlich des Nil nicht fort. Aufgrund seiner Höhenlage gehört dieses überwiegend zur Feuchtsavanne. Im Osten folgt am Steilabfall vom Hochland zum Danakil-Tiefland ein schroffer Übergang von der Feuchtsavanne zur Vollwüste, die sich bis zum Roten Meer erstreckt. Im Südosten trennt der Große Afrikanische Grabenbruch das Hochland von Abessinien vom Somali-Hochland, dessen Feuchtsavanne bis zur somalischen Grenze sanft abfallend allmählich in eine Trockensavanne übergeht. Nach Südwesten fällt das regenreiche Berggebiet (Region der südlichen Nationen, Nationalitäten und Völker, YeDebub), das durch einige Gräben vom eigentlichen äthiopischen Hochland getrennt ist, zunächst zur ariden Region um den Turkanasee ab. Jenseits dieser Region schließt sich das immerfeuchte äquatoriale Kongobecken an. Nach Nordwesten geht das Hochland in das Becken des Weißen Nil im Sudan über. Wie für die tropische Zone typisch sind monatliche Temperaturschwankungen mit unter 5 °C deutlich geringer als tageszeitliche Schwankungen, die im Hochland über 20 °C betragen können.

## Höhengliederungen

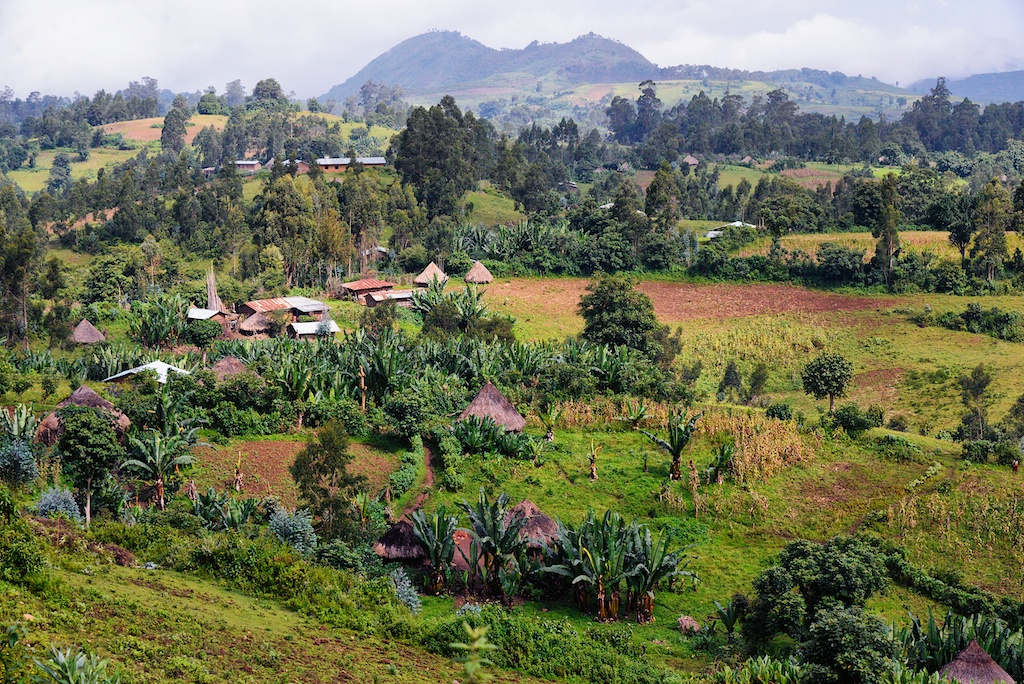
Streusiedlung im Gebiet der Dizi in den südwestlichen Ausläufern des Hochlandes, unter 2000 Meter. Region YeDebub. Um die Gehöfte Ensete-Bananen

Anders als bei anderen Höhenstufen erfolgt die Einteilung der äthiopischen Höhenstufen nicht allein aufgrund der natürlichen Vegetation, sondern berücksichtigt auch die anthropogenen Einflüsse, die bei längerer Zeitdauer besonders in den Tropen einen meist störenden Einfluss auf die Bodenbildung und die Pflanzenvielfalt haben. Die abgrenzenden Höhenangaben sind in der Literatur nicht einheitlich. Die knappste Einteilung ist eine Dreiteilung, wie sie Declan Conway (2000) angibt:
- Kola oder Kolla, Tiefland unter 1800 Meter, Temperaturen im Jahresmittel 20–28 °C
- Woina Dega, 1800–2400 Meter, Temperaturen im Jahresmittel 16–20 °C
- Dega, Hochland über 2400 Meter, Temperaturen im Jahresmittel 6–16 °C. Kühle Zone mit der Baumgrenze bei 3900 Metern.

Üblicherweise werden vier hauptsächliche Höhenstufen gelistet. Mesele Negash gibt für diese Stufen auch durchschnittliche Jahresniederschlagsmengen an, fügt aber einschränkend hinzu, dass die Niederschläge bei gleicher Höhenlage unterschiedlich verteilt sind. So sind die Höhenlagen in Nordäthiopien und Eritrea sowie die südöstlichen Ausläufer des Hochlandes Richtung Somalia und Kenia deutlich trockener als etwa die Provinzen Kaffa und Shewa in der Mitte und im Südwesten des Landes.
- Kola, unter 1500 Meter, arid und semiarid mit Jahresniederschlägen unter 800 Millimeter
- Woina Dega, 1500–2400 Meter, semihumid, Niederschläge 800–1200 Millimeter
- Dega, 2400–3200 Meter, kalt und feucht, Niederschläge 1200–2200 Millimeter
- Werch, auch Wurch, über 3200 Meter, afroalpine Zone, kalt und nasse Höhenlage, Niederschläge über 2200 Millimeter

Eine weitergehende Gliederung umfasst sechs Höhenstufen:
- Bereha oder Kola I, unter 500 Meter. Heißes wüstenartiges Tiefland mit einer Jahresmitteltemperatur über 25 °C, mittlerer Jahresniederschlag unter 400 Millimeter
- Kola, 500–1500 Meter. Warm-gemäßigte Trockensavanne mit Jahresmitteltemperaturen von 20–25 °C und einem mittleren Jahresniederschlag von 700 Millimetern
- Woina Dega („Weinland“), 1500 (oder 1800) bis 2300 (oder 2600) Meter, mit der Landeshauptstadt Addis Abeba auf rund 2400 Metern. Bergsavanne. Warmgemäßigtes, semihumides bis semiarides Klima mit einer Jahresmitteltemperatur von 15–20 °C und 700–900 Millimeter Jahresniederschlag. Hauptsächliches Kulturland.
- Untere Dega, 2300 (2600) bis 3000 Meter, mit einer Jahresmitteltemperatur von 12–15 °C und 900 bis 1000 Millimeter Niederschlag. Bergwaldzone mit Ackerbau und Viehzucht.
- Obere Dega, 3000–3300 (3400) Meter, mit einer Jahresmitteltemperatur von 10–12 °C, eine kalt-feuchte Ericaceae-Zone mit kaum noch Ackerbau. Die Jahresniederschläge betragen 1000 bis 1200 Millimeter.
- Werch, Wurch, auch Kur, afroalpine Zone oberhalb 3300 Meter mit einer Jahresmitteltemperatur von unter 10 °C und etwa 1000 Millimeter Jahresniederschlag.[4]
- Tschoke, oberhalb 3900 (4000) Meter, Gipfelregion mit mehreren Monaten Schnee, bis 4533 Meter auf dem Ras Daschän, dem höchsten Berg Äthiopiens.

Für eine Unterteilung in elf agroklimatische Zonen zieht Mesele Negash die durchschnittlichen Jahresniederschläge heran:
- Bercha, unter 500 Höhenmeter, Wüste mit unter 200 Millimeter Niederschlag
- Kola, 500–1500 Meter, unterteilt in:
  - trockene Kola, semiarid, 200–800 Millimeter Niederschlag
  - feuchte Kola, warm semiarid, 800–1400 Millimeter Niederschlag
- Woina Dega, 1500–2400 Meter, dreifach unterteilt in:
  - trockene Woina Dega, semihumid mit unter 900 Millimeter Jahresniederschlag
  - feuchte Woina Dega, semihumid mit 900–1400 Millimeter Jahresniederschlag
  - nasse Woina Dega, humid mit über 1400 Millimeter Jahresniederschlag
- Dega, 2400–3200 Meter, unterteilt in:
  - feuchte Dega, 900–1400 Millimeter Jahresniederschlag
  - nasse Dega, über 1400 Millimeter Jahresniederschlag
- Werch, 3200–3700 Meter, unterteilt in:
  - feuchte Werch, 900–1400 Millimeter Jahresniederschlag
  - nasse Werch, über 1400 Millimeter Jahresniederschlag
- hohe Werch, über 3700 Meter, extrem kalt und feucht, über 1400 Millimeter Jahresniederschlag[5]

## Vegetation

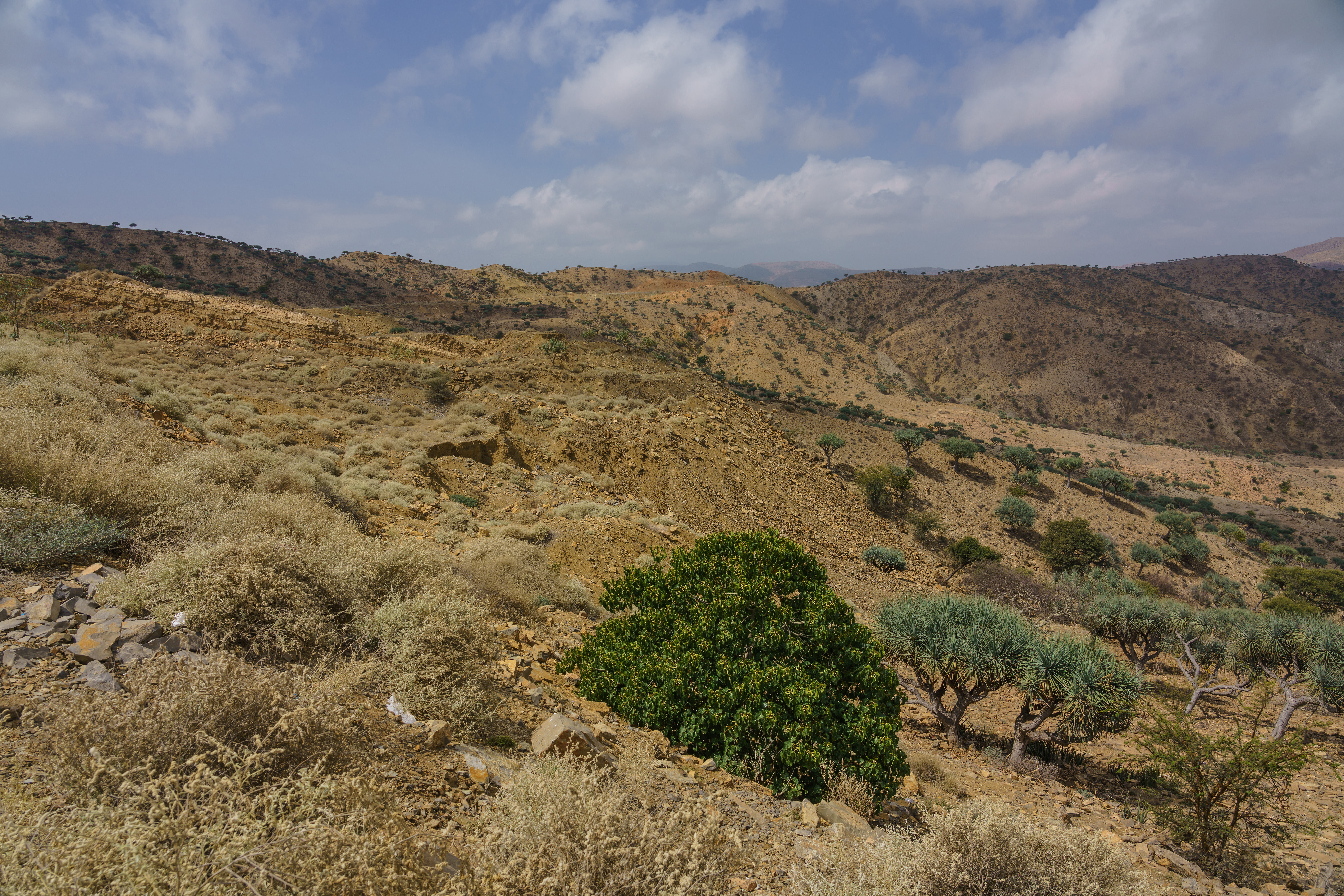
Am Rand des Hochlandes nahe Abala in Nordäthiopien an einer von der Danakil-Wüste heraufführenden Straße auf etwa 1400 Meter Höhe

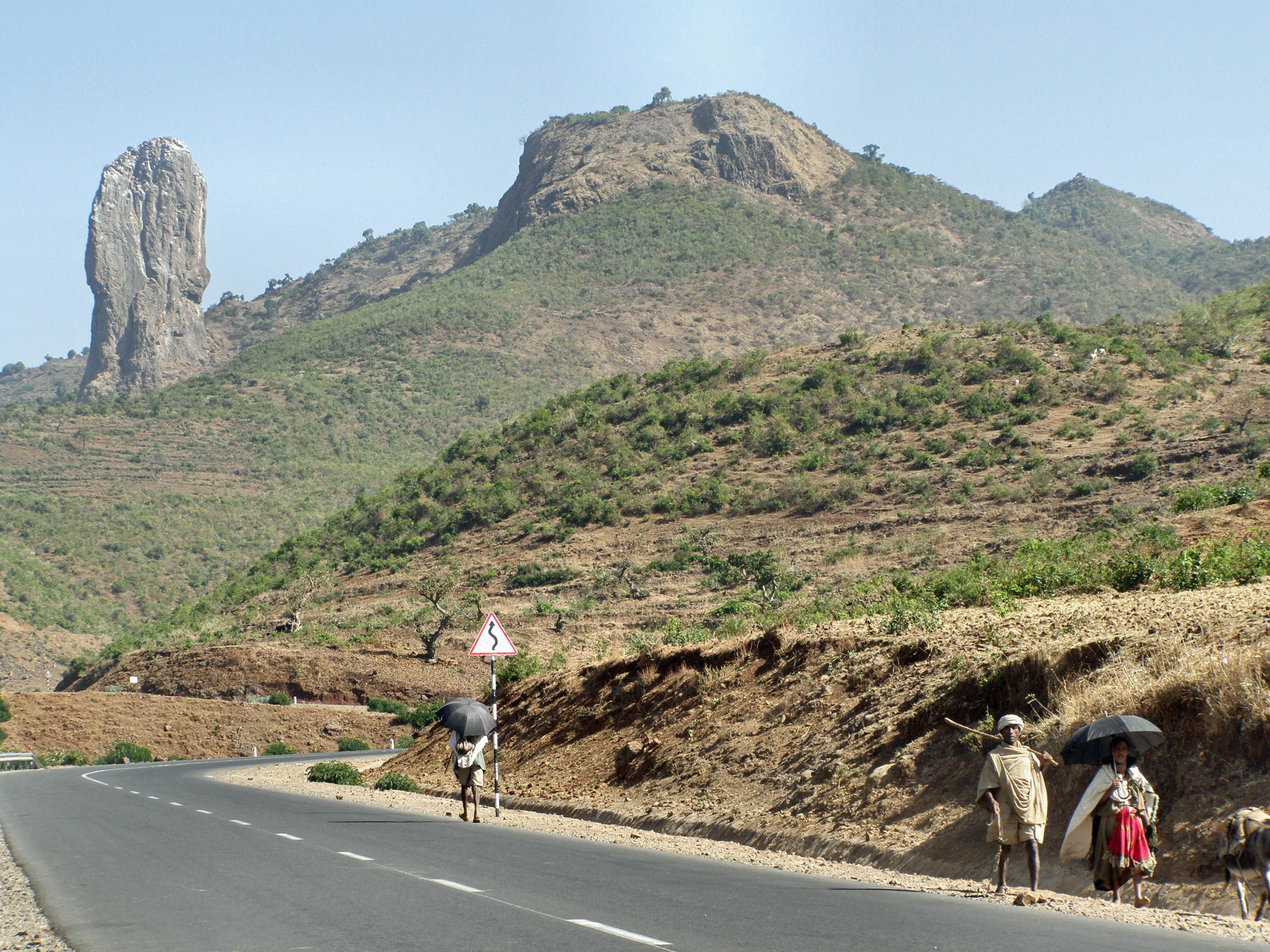
Basaltfelsen östlich des Tanasees im nördlichen Hochland, Region Amhara, auf etwa 2000 Meter

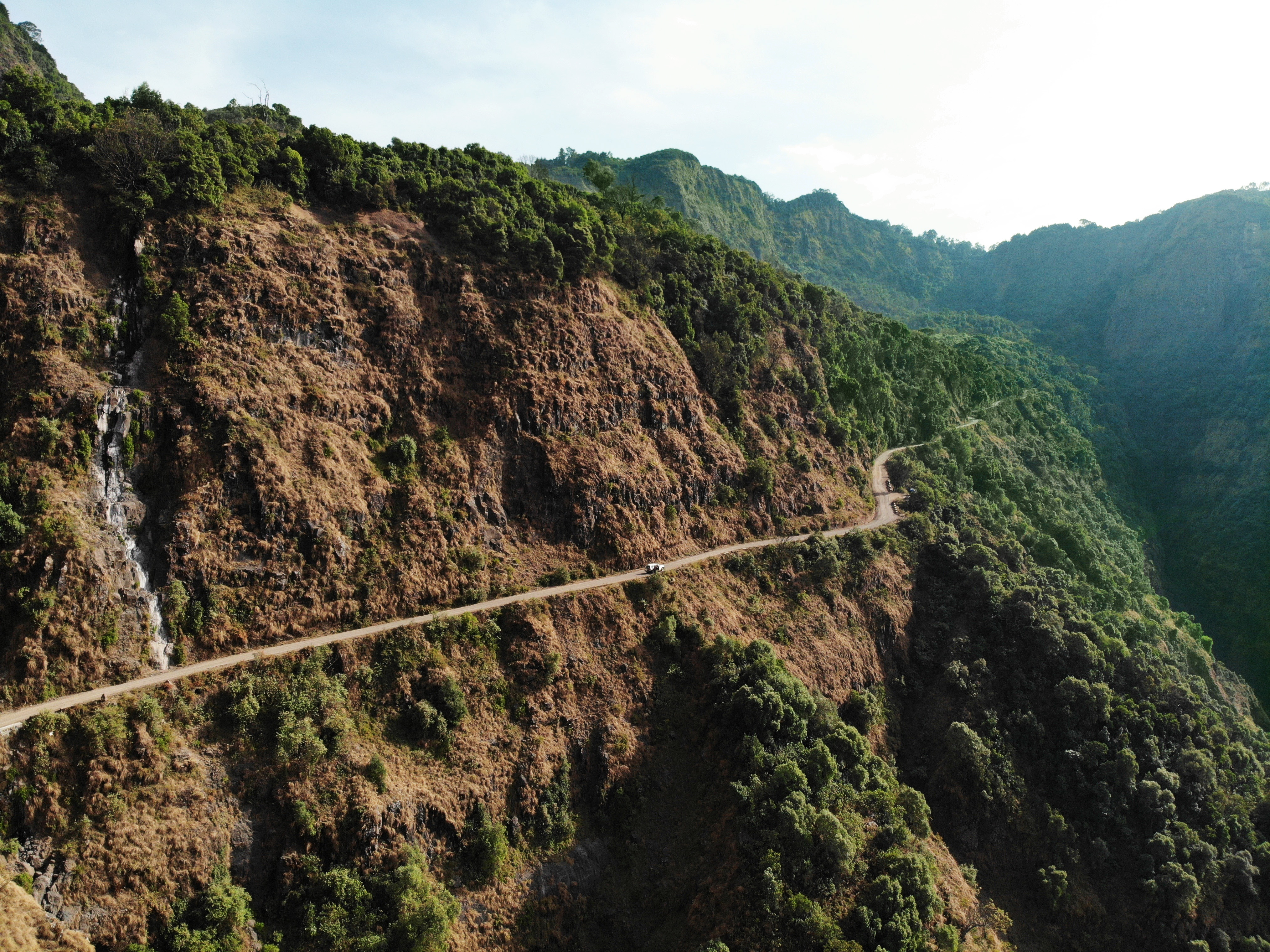
Bei Debark am Südhang der Simien-Berge, Region Amhara, auf etwa 3000 Meter

Die tiefsten Gebiete Äthiopiens liegen im Afar-Dreieck, wo drei Grabenbrüche zusammentreffen und für geologische Verwerfungen sorgen, als deren Folge Depressionen in der Danakil-Wüste bis zu rund 125 Meter unter dem Meeresspiegel liegen. Die lebensfeindliche Danakil-Wüste umfasst einen Streifen von 9700 Quadratkilometern parallel zum Roten Meer, der sich von Eritrea in den Nordosten Äthiopiens erstreckt. In der Ebene der dortigen Region Afar erheben sich einige aktive Vulkane, darunter der 613 Meter hohe Erta Ale. Am Afrerasee und weiteren Salzseen wird Salz abgebaut und seit dem Mittelalter mit Karawanen auf das Hochland transportiert, wo bis zur Mitte des 20. Jahrhunderts Salzbarren (amole) auch als Zahlungsmittel verwendet wurden.
Die Karawanenrouten zur Stadt Mek’ele (2084 Meter hoch) und die sonstigen Straßenverbindungen zum Hochland führen steil hinauf an der über 2000 Meter hohen Abbruchkante, die von der Küste beim vorgelagerten Dahlak-Archipel nach Süden verläuft. An deren südlichem Ende geht das Afar-Dreieck in den Ostafrikanischen Grabenbruch über, der das Hochland in südwestlicher Richtung durchschneidet. Die rund 1000 Meter hoch gelegene, wüstenartige Sohle des Grabenbruchs enthält einige Vulkane und abflusslose Seen.
Das äthiopische Hochland steigt – ohne die Gipfelhöhen zu berücksichtigen – von etwa 2000 Metern Höhe im Südwesten bis rund 3000 Meter im Nordosten an. Das gesamte Plateau geht auf vulkanische Aktivitäten zurück und wurde hauptsächlich durch die tektonischen Verschiebungen während der Entstehung des Großen Afrikanischen Grabenbruchs aufgeworfen.
Die Niederschläge werden mit den Winden von Süden gebracht. Der Südwestmonsun sorgt für Sommerregen („große Regenzeit“), die von Juni bis September dauern und ihr Maximum im Juli und August haben. Die Wintermonate Februar bis April („kleine Regenzeit“), in denen der Nordostpassat weht, sind hingegen trockener. In Addis Abeba (2400 Meter) regnet es ganzjährig, während in der rund 2100 Meter hoch gelegenen Stadt Gonder im Nordwesten drei Monate Trockenzeit herrschen. Der Nordostpassat bringt vor allem für die nördliche Küste des Roten Meeres Niederschläge, außerdem für die nordöstlichen Gipfellagen des Hochlandes. Diese erhalten somit zusätzlich zu den starken Sommerregen noch geringere Niederschläge im Winter.
Trotz seiner Höhenlage herrscht im äthiopischen Hochland ein gemäßigtes Klima. 45 Prozent der Landesfläche liegt oberhalb von 1500 Metern und dort leben 88 Prozent der Gesamtbevölkerung. Die niedrig gelegene, trockene Kolla wird überwiegend für Viehzucht und Subsistenzlandwirtschaft genutzt. Woina Dega und Dega sind die Zonen, in denen hauptsächlich Landwirtschaft betrieben wird. 66 Prozent der gesamten Landesfläche sind landwirtschaftlich nutzbar, die tatsächlichen Ackerbauflächen machen rund 20 Prozent des Landes aus, wovon 75 Prozent jährlich neue Anpflanzungen sind. Auf den restlichen Flächen wachsen mehrjährige Pflanzen. Nach Angaben des Landwirtschaftsministeriums von 2010 sind 27 Prozent der Landesfläche mit Bäumen bestanden, 21 Prozent mit Sträuchern bewachsen, 12 Prozent offenes Grasland, 14 Prozent Brachland und knapp 4 Prozent natürliche Waldgebiete.
Die wesentlichen Anbauprodukte sind (nach einer Studie von 1987) im zentralen Distrikt Nonno westlich von Addis Abeba (West-Shewa-Zone in der Region Oromia) in der trockenen Kola außertropische Feldfrüchte wie Sorghumhirsen, Mais und Sesam, in der feuchten Kola Sorghum, Mais, Teff und Chili, in der feuchten Woina Dega Teff, Gerste, Mais, Sorghumhirsen, Weizen, Ramtillkraut und Fingerhirse sowie in der nassen Woina Dega Teff, Gerste, Mais, Sorghumhirsen, Weizen, Bohnen und Kichererbsen. Auf bewässerten Feldern werden hier außerdem in kleineren Mengen Linsen, Kohl, Zwiebeln und Knoblauch angebaut. Für den Export bedeutend ist der Anbau von Kaffee in der Provinz Kaffa. Dort wächst Kaffee in einer Höhe von 1500 bis 1800 Metern auch wild. Wesentlich zur Selbstversorgung für über 20 Prozent der äthiopischen Bevölkerung sind die in der Umgebung der Dorfhäuser angebauten Ensete (eine Bananenart, deren Scheinstamm einen Stärkebrei liefert). Ensete gedeiht hauptsächlich in der Woina Dega im südlichen Äthiopien oberhalb von 1600 Metern und im Norden auch in feuchten Tälern bis zu rund 3000 Metern Höhe.
In dem als Weidegebiet genutzten, höher gelegenen Grasland mit Überresten von afromontanen Koniferenwäldern werden ebenfalls Teff, Weizen, Hafer und bis 3000 Meter Gerste angebaut. Bis 3000 Meter wachsen auch Acacia-Arten, Riesenhülse (Entada abyssinica, ein den Akazien ähnlicher Baum mit Schirmkrone) und der Kosobaum (Hagenia abyssinica). Oberhalb sind noch verschiedene Wacholderarten (Juniperus) und Rosenarten (Rosa) anzutreffen. Die Vegetationsgrenze von Sträuchern und kleinen Bäumen bilden blühende Hypericum leucoptychodes (Familie Johanniskräuter), Baumheide (Erica arborea, bis 7 Meter hoch) und die Riesenlobelie (Lobelia rhynchopeta, bis 5 Meter). Bis zur Waldgrenze von etwas über 4000 Metern weiden regional noch Pferde, Esel, Rinder und Schafe. Ohne Viehfutteranbau sorgen die neben der Verwendung als Zugtiere, Fleisch- und Milchlieferanten von den Oromo auch als ein Zeichen von Wohlstand gehaltenen Herden für eine Überweidung der Flächen und für Verbiss in den Wäldern.
Äthiopien leidet unter mehreren Umweltproblemen, zu denen Bodenerosion, wegen ausbleibenden Niederschlägen Austrocknung von Gewässern und kaum noch vorhandene Waldgebiete gehören. Regelmäßig wiederkehrende Dürreperioden betreffen ganz Ostafrika und im Besonderen Äthiopien, das in Abständen von wenigen Jahren von einer Hungersnot betroffen ist. Dabei ist die äthiopische Landwirtschaft überwiegend von Niederschlägen abhängig. Rund 85 Prozent der Beschäftigten arbeiten in der Landwirtschaft, die 40 Prozent vom Bruttoinlandsprodukt und 90 Prozent von den Exporten ausmacht. Die Hektarerträge sind im internationalen Vergleich jedoch allgemein niedrig.
Das Ökosystem ist regional unterschiedlich stabil: Der Bevölkerung der Hügellandschaft im Süden und Südwesten gelingt mit Hackbau in einem wärmeren und feuchteren Klima bei zehn Monaten Wachstumsphase im Jahr eine Selbstversorgung besser als den Bewohnern des zentralen und nördlichen Hochlandes, die bei schwankenden klimatischen Verhältnissen mit dem Pflug Getreide anbauen und Viehwirtschaft betreiben.